# Варизела
Варизела (итал. Varisella) је насеље у Италији у округу Торино, региону Пијемонт.
Према процени из 2011. у насељу је живело 713 становника. Насеље се налази на надморској висини од 547 м.

## Становништво
| 1931. | 1936. | 1951. | 1961. | 1971. | 1981. | 1991. | 2001. | 2011. |
| ----- | ----- | ----- | ----- | ----- | ----- | ----- | ----- | ----- |
| 719   | 709   | 584   | 538   | 606   | 668   | 668   | 690   | 830   |